# Libbie Hyman
Libbie Henrietta Hyman, född 6 december 1888 i Des Moines, Iowa, död 3 augusti 1969 i New York, var en amerikansk zoolog.